# Karel Bartošek
Karel Bartošek, né le 30 juin 1930 à Skuteč en Tchécoslovaquie et mort le 9 juillet 2004 dans le 14e arrondissement de Paris, est un historien français d'origine tchèque.

## Biographie
Karel Bartošek est né dans un milieu ouvrier. Il entame des études d'histoire à Prague, au sein de l'université Charles où il sera d'ailleurs des années plus tard professeur . Alors qu'il s'est engagé très jeune au Parti communiste tchécoslovaque, il remet en question l'histoire officielle de la libération de Prague dans un livre qu'il écrit, traduit en anglais et allemand puis finalement en français . Il participe au Printemps de Prague en 1968 à la suite duquel il est renvoyé de son université et exclu du P.C. tchèque.
Un article dans Les Temps modernes le fait connaître en France. Après son renvoi de son université, il vit à Prague de petits emplois variés (coursier, gardien de nuit, surveillant d'école…). Il est condamné à une peine de six mois d'emprisonnement en 1972. 
Défenseur des droits de l'homme, il est répertorié comme dissident par Amnesty International et car il a été accusé par le régime communiste tchécoslovaque d'être « anticommuniste » et « agent de l'impérialisme capitaliste ». Il est un des premiers signataires de la Charte 77. 
Après avoir subi de multiples tracasseries par la police politique tchèque (S.T.B.) depuis la fin du Printemps de Prague, il se résout à émigrer en France en 1982, avec sa femme, françaises et ses trois enfants. En 1983, il  entre sur un poste d' assistant, dans un centre de recherches au CNRS. L'année suivante, il est déchu de sa nationalité tchèque par les autorités communistes.
Il relance en 1986 la revue fondée en 1979 par François Maspero, L'Alternative, sous le titre La Nouvelle Alternative. Il dénonce les excès et dérives des régimes communistes sans pour autant être un « anticommuniste ».
Son ouvrage Les Aveux des archives, publié en 1996, s'appuie sur des archives inédites tchèques où il montre notamment les actions et les liens entre le parti communiste français et le parti tchèque. Il déclenche alors une polémique, car même s'ils n'appartiennent plus à des partis communistes, les défenseurs du communisme de type soviétique sont alors encore nombreux. 
Or Karel Bartošek fait de nombreuses révélations : Raymond Aubrac, ancien Commissaire de la République à Marseille entre 1944 et 1946 et haut cadre sous les ordres du général de Gaulle, a représenté le Parti communiste français en recherche de financements auprès du régime communiste tchécoslovaque ; pour ne pas perdre des électeurs, Palmiro Togliatti chef du Parti communiste italien, voulait retarder l'annonce de la réhabilitation des condamnés des grands procès staliniens ; quant à Jacques Duclos, ancien secrétaire général du Parti communiste français clandestin entre 1941 et 1944, il visitait régulièrement les partis communistes est-européens pour collecter des fonds pour le P.C.F. 
Mais la principale polémique concerne principalement Artur London dont l'histoire a inspiré le film L'Aveu de Costa-Gavras. London avait été condamné lors des procès staliniens de Prague en novembre 1952 et  Karel Bartošek dévoile qu'auparavant London avait été lui aussi un « stalinien » qui se vantait en 1949 d'avoir « démasqué » Noel Field, communiste dissident dont le procès servit de prétexte à l'ouverture des "purges". Karel Bartošek souligne que les « purges » d'alors visaient à prévenir l'ascension d'équivalents de Tito, qui pourraient contester la suprématie de Staline. Elles sont préventives et ne visent pas des opposants contrairement à celles des années 1930. Par la suite, elles vont avoir pour cible soit des communistes démocrates soit des démocrates non-communistes. Son ouvrage est violemment attaqué par des historiens comme Denis Peschanski ou comme Alexandre Adler, un ami des London.
En 1997, Karel Bartošek participe à la rédaction d'un chapitre consacré au parti communiste tchécoslovaque au sein du Livre noir du communisme mais il conteste vivement le rapprochement effectué par Stéphane Courtois entre nazisme et communisme.

## Ouvrages
- Les sociétés, la guerre et la paix de 1911 à 1946 : Europe, Russie puis URSS, Japon, États-Unis, avec Hélène Fréchet, François Boulet et Gilbert Badia.
- Les Aveux des archives. Prague-Paris-Prague, 1948-1968, Ed. du Seuil, Paris, 1996.

## Ouvrages collectifs
- Collectif sous la direction de Stéphane Courtois, Le Livre noir du communisme : Crimes, terreur, répression, Éditions Robert Laffont, Paris, 1997  (ISBN 978-2221082041).
- Sous la direction de Stéphane Courtois, Le jour se lève : l'héritage du totalitarisme en Europe, 1953-2005, Mayenne, Éditions du Rocher, coll. « Démocratie ou totalitarisme », 2006, 493 p. (ISBN 978-2268057019)
- Les sociétés, la guerre et la paix de 1911 à 1946: Europe, Russie puis URSS, Japon, États-Unis
- De l'exil à la résistance. Réfugiés et immigrés d'Europe centrale en France 1933 - 1945, Sous la direction de Karel Bartosek, Denis Peschanski et René Gallissot. Editions Arcantère. Paris, 1989.